# Падение коммунизма в Албании
Падение коммунизма в Албании (алб. Rënia e komunizmit në Shqipëri) — процесс демонтажа однопартийного правления албанской компартии (АПТ) в 1990—1992 годах. Началось в январе 1990 массовыми антиправительственными демонстрациями. Завершилось в марте 1992 победой демократов-антикоммунистов на парламентских выборах. Сопровождалось силовыми столкновениями и всеобщей забастовкой. Результатом стало отстранение от власти АПТ, переход Албании к многопартийной системе и рыночной экономике.

## Предыстория
Коммунистический режим в Албании установился в 1944 году, после освобождения от иностранной оккупации. Правление Энвера Ходжи отличалось последовательным сталинизмом — однопартийная диктатура АПТ, огосударствленная экономика, культ личности, цензура, массовые репрессии, преследования религии, регулярные партийные чистки, тотальный контроль Сигурими и — самое главное — полная изоляция от внешнего мира.
Вооружённое сопротивление — Кельмендское восстание, Восстание Коплику, Пострибское восстание, Восстание Жапокики, другие повстанческие действия — и организованная оппозиция были подавлены ещё во второй половине 1940-х и начале 1950-х. Особую роль сыграла резня 1951 года. Внутрипартийная оппозиция разгромлена на апрельской партконференции 1956 года, её лидеры подверглись репрессиям. Албанские антикоммунисты активно действовали в эмиграции, через Национальный комитет «Свободная Албания». Проникновение в страну было жёстко блокировано, однако в 1982 году группа Шевдета Мустафы сделала неудачную попытку убить Ходжу. Жестоко подавлялись бунты заключённых, крупнейшим из которых явилось восстание в тюрьме Спач 1973.
Во внешней политике албанское руководство поначалу полностью ориентировалось на СССР и ВКП(б)/КПСС. Но после смерти Сталина и XX съезда КПСС, на котором был развенчан культ личности вождя, между АПТ и КПСС возник жёсткий идеологический конфликт. В 1961 совершился советско-албанский раскол (отношения восстановлены только в 1991 году). Порвав с КПСС, АПТ сблизилась с маоистской Компартией Китая. Между Албанией и КНР возник межгосударственный альянс на идеологической основе. Однако со смертью Мао Цзэдуна и приходом к власти в Китае реформаторов во главе с Дэн Сяопином Албания лишилась и этого союзника. После разрыва с Китаем Энвер Ходжа перешёл к политике тотальной самоизоляции. Главным врагом объявлялась Югославия Иосипа Броз Тито — сталинист Ходжа категорически отвергал титоистское самоуправление и рыночный социализм (кроме того, постоянно сказывался конфликт из-за Косово).
Энвер Ходжа умер в 1985 году. Его заранее назначенным преемником стал секретарь ЦК АПТ Рамиз Алия, ранее — куратор идеологии и партийной пропаганды, затем председатель Президиума Народного собрания — формальный глава государства. Никаких существенных реформ Алия поначалу не проводил, партийная диктатура и полицейский контроль сохранялись в полной мере. 10 августа 1988 совершилась последняя политическая казнь в Албании — в Кукесе был повешен поэт-диссидент Хавзи Нела. Однако масштабы прямых репрессии всё же заметно снизились, стали допускаться дискуссии по вопросам культуры, религия и мелкий частный бизнес не были официально разрешены, но перестали жёстко преследоваться. Расширились дипломатические отношения со странами Западной Европы, прежде всего с Италией, начались переговоры о привлечении иностранных инвестиций (что категорически запрещалось при Ходже). Торговые связи стали допускаться даже с Югославией, хотя при оговорке о «непримиримых идеологических противоречиях».
Но даже такие малозаметные подвижки вызывали страх и недовольство ортодоксальных ходжаистов в руководстве и аппарате АПТ, которые боялись потерять своё влияние. Лидерами этой группы стали вдова покойного лидера Неджмие Ходжа и секретарь ЦК по оргструктуре Ленка Чуко. Сильнейшее беспокойство албанских властей вызвали советская Перестройка и восточноевропейские революции 1989.
Эти опасения были вполне обоснованы. Активные протестные выступления начались уже с лета 1988. Центром волнений стал округ Кавая. Несколько рабочих активистов создали в Кавае нелегальный профсоюз и организовали забастовки на керамическом и стекольном заводах. Подпольная группа городской и сельской молодёжи совершала акции прямого действия — уничтожение партийных лозунгов и портретов Ходжи, написание антикоммунистических и антиходжаистских граффити, распространение листовок. Иногда активисты вступали в столкновения с членами албанского комсомола, которые квалифицировались властями как «хулиганство».

Такие действия создавали сбои партийно-государственного управления. Это было предвестие бури, которая вскоре обрушилась на коммунистов.

В конце декабря 1989 года в Тиране и Влёре стали появляться листовки с призывом последовать румынскому примеру — в том числе в части, касающейся правителей лично.

## Первые массовые протесты
Массовые волнения начались в Шкодере 14 января 1990 года. Демонстранты сбросили памятник Сталину, вступали в драки с полицией и агентами Сигурими. Две недели спустя студенческие протесты вспыхнули в Тиране. Сначала студенты ограничивались требованием убрать имя Энвера Ходжи из названия Тиранского университета, но вскоре зазвучали призывы поступить с Рамизом Алией так же, как румыны с Николае Чаушеску.
28 января 1990 года в столице на площади Скандербега произошло столкновение демонстрантов с полицией и Сигурими. Были арестованы 14 человек (по социальному положению практически все — рабочие, одна женщина — медсестра). Трое из них в июне предстали перед судом и получили тюремные сроки от 9 месяцев до 2 лет, отбывать которые им полностью не пришлось из-за падения коммунистического режима.
В марте забастовали рабочие-текстильщики Берата, требовавшие повышения зарплаты и улучшения условий труда.
Эти выступления были подавлены, но они наглядно продемонстрировали мощный протестный потенциал, отторжение массами политического курса правящей партии, окончательно дискредитировавшей себя в глазах общества.
Новая вспышка волнений пришлась на лето 1990 года. 2 июля около 5 тысяч человек прорвались в здания иностранных посольств, прежде всего итальянского. Правительство дало согласие на их эмиграцию (при Ходже попытка выезда из страны считалась особо опасным государственным преступлением).
Ожесточённые столкновения с марта происходили в Кавае. Демонстранты требовали прекращения партийной диктатуры, свободы религии, улучшения условий труда, роспуска колхозов. Ситуация особенно обострялась во время футбольных матчей. 25—26 марта в городе произошли массовые драки, был избит местный секретарь АПТ Агрон Тафа, полицию и агентов Сигурими забрасывали камнями. 12 июля полиция применила огнестрельное оружие, погиб молодой демонстрант Иосиф Буда. После этого протесты охватили весь город и окрестности. Демонстранты скандировали: Энвер — Гитлер! Хекуран — Слободан! (Хекуран Исаи был в то время членом Политбюро ЦК АПТ и министром внутренних дел НСРА, Слободан Милошевич — председателем Президиума Социалистической Республики Сербии, такое сравнение в силу исторических причин звучало крайне оскорбительно).
В Каваю прибыли члены Политбюро Ленка Чуко и Мухо Аслани. Они попытались «воздействовать на массы», но были изгнаны из города. Похороны Иосифа Буды собрали 30 тысяч человек, которые разгромили городской комитет АПТ.
Согласие властей на выезд нескольких тысяч албанцев несколько разрядило обстановку в столице. Весной были объявлены новые законы, расширявшие права предприятий в духе хозрасчёта. В начале ноября пленум ЦК АПТ объявил курс на «разделение полномочий партии и правительства», разрешил въезд и выезд из страны и провозгласил свободу вероисповедания, в том числе отправление религиозных культов. Хотя Алия ещё возражал против введения многопартийной системы, было объявлено о подготовке нового избирательного закона. Но все эти уступки — достигнутые уличным давлением — не ставились в заслугу властям.

## Студенческое и рабочее восстание
В декабре 1990 года разрозненные антикоммунистические выступления переросли в общенациональное восстание. 8 декабря 1990 выступила учащаяся молодёжь, которую возглавил студент Тиранского университета Арьян Манахаса. 11 декабря 700 студентов начали голодовку протеста. Для координации была создана организация Декабрь 90. Движение активно поддержали рабочие, на заводах началось уничтожение сталинистской и ходжаистской символики. Студенты выступали под общедемократическими лозунгами, рабочие протестовали против тяжёлых условий труда, ответственность за которые возлагали на правящих коммунистов.
Руководство АПТ пребывало в смятении и не решилось на силовое подавление. Партийная пропаганда делала упор на то, что только «опытные руководители», типа Рамиза Алии, способны привести страну к демократии. Алия сознательно позиционировался как «албанский Горбачёв». 12 декабря 1990 пленум ЦК АПТ вынужден был согласиться на переход к многопартийной системе (Алия назвал это поражением всей своей жизни). Власти дали обязательство провести в ближайшие месяцы многопартийные выборы. Ленка Чуко, Мухо Аслани, Неджмие Ходжа, Симон Стефани, Прокоп Мурра и некоторые другие ортодоксы были выведены из партийного руководства.
12 декабря 1990 года была создана Демократическая партия Албании (ДПА) во главе с врачом-кардиологом Сали Беришей. В короткие сроки были созданы ещё несколько новых партий, среди них Республиканская (лидер — писатель-диссидент Сабри Годо), Христианско-демократическая (лидер — актёр Зеф Бушати), Социал-демократическая (лидер — математик и экс-министр Скендер Гинуши). Однако крупнейшей оппозиционной организацией выступала ДПА.
Новая партия быстро приобрела широкую популярность программой демократизации и резкими антикоммунистическими лозунгами. Но её лидеры — кардиолог Сали Бериша и экономист Грамоз Пашко — были тесно связаны с элитой коммунистического режима. Бериша являлся штатным врачом политбюро ЦК АПТ, обслуживал и самого Ходжу. Родители Пашко — Иосиф Пашко и Элени Терези — состояли в ЦК АПТ, Пашко-старший был активным участником политических репрессий. Некоторые комментаторы предполагали, что партия была создана если не по инициативе, то с санкции властей. Руководство АПТ стремилось поставить во главе оппозиционного движения представителей «своего круга», дабы предотвратить стихийное выдвижение радикальных антикоммунистов типа студента Арьяна Манахасы, геолога Гезима Шимы, шахтёра Фикири Дзибри.
20 декабря Неджмие Ходжа была смещена с должности главы Демократического фронта Албании. В ночь с 20 на 21 декабря по указанию властей в Тиране была снесена 10-метровая бронзовая статуя И. Сталина.

## Поворотный момент
В феврале 1991 года группа студентов и преподавателей Тиранского университета объявила голодовку с требованием изъять имя Энвера Ходжи из названия университета, департизировать армию и полицию. С требованием солидаризировалось созданное демократической интеллигенцией общество «Фан Ноли».
Коммунистические активисты, особенно в Гирокастре (земляки Ходжи) грозили применить насилие против «экстремистов». 12 февраля в Берате ортодоксальные сталинисты во главе с журналистом и литератором Хюсни Милоши создали свою организацию — Союз имени Энвера Ходжи. Назревало силовое столкновение. Рамиз Алия целенаправленно занял выжидательную позицию. Но большинство населения явно было на стороне протестующих.
Ещё 26 декабря 1990 года рабочие активисты во главе с Гезимом Шимой учредили свободное профобъединение Союз независимых профсоюзов Албании (BSPSH). Инициаторами выступили шахтёры, к ним примкнули транспортники, текстильщики, работники других отраслей. 6 февраля BSPSH публично поддержал студентов. 15 февраля Гезим Шима предъявил ультиматум Рамизу Алии: либо студенческие требования будут выполнены до полудня 19 февраля, либо начнётся всеобщая забастовка. Рабочая поддержка дала мощный импульс студентам и оппозиционной интеллигенции. Студенты приветствовали профактивистов как своих спасителей. Однако развитие событий опередило ультиматум BSPSH.
20 февраля 1991 года демонстранты собрались на площади Скандербега в Тиране. Полиция и партийные ходжаисты попытались им препятствовать, возникли столкновения, в которых был ранен один из лидеров BSPSH Фатмир Меркочи. Однако эти попытки были подавлены массой протестующих. Демонстранты сбросили памятник Энверу Ходже. Эта акция считается этапной в албанской истории, после неё события приобрели необратимый характер.

Десятки тысяч граждан собрались на главной площади Тираны и низвергли статую диктатора. Падение истукана Ходжи значило расчёт с прошлым и начало новой эры.

Свои выводы сделал и Рамиз Алия. Постепенно были освобождены политзаключённые времён Ходжи (в том числе видные коммунисты Бедри Спахиу, Лири Белишова, Фадиль Пачрами, Тоди Лубонья, Рахман Парлаку, Нести Насе, Михалак Зичишти). 22 февраля 1991 снят с поста премьер-министра Адиль Чарчани (назначенный ещё при Ходже) и заменён реформаторски настроенным Фатосом Нано. Аналогичным образом министра внутренних дел Хекурана Исаи сменил Грамоз Ручи. Ещё большее значение имела легализация BSPSH, который возглавили Гезим Шима, Фатмир Меркочи и Валер Джека. BSPSH объединил около 180 тысяч рабочих.
Впоследствии возникли споры относительно того, какие социальные группы и организации сыграли основную роль в февральских событиях 1991 года. В январском интервью 2016 Гезим Шима однозначно утверждает, что главной движущей силой выступили активисты BSPSH, а не ДП, не «Фан Ноли» и даже не студенты. Именно рабочие физическим вмешательством переломили ситуацию на площади Скандербега.

Фатмир Меркочи, водители «скорой помощи» братья Спахо, другие члены профсоюзов — вот настоящие герои. Представители же «Фан Ноли» не делали ничего конкретного, только воспользовались ситуацией. Сали Бериша пришёл к студентам, но ограничился разговорами… 90 % студентов были детьми из коммунистических семей. Но мы не смотрели на их биографии. Мы видели в них будущее нации.

Гезим Шима

В современной Албании 20 февраля отмечается как День памяти жертв коммунистического режима.

## Манёвры правящей партии
Февральские события вызвали приступ страха в руководстве АПТ. Рамиз Алия и его окружения стали всерьёз опасаться даже реванша Балли Комбетар с массовой расправой над коммунистами, особенно сподвижниками Ходжи. Невозможность силового подавления вынуждала к дальнейшим политическим манёврам.
Парламентские выборы состоялись 31 марта 1991. Было объявлено о победе АПТ, получившей 56,2 % голосов. Оппозиционная ДП, собравшая, по официальным данным, 38,7 %, обвинила власти в силовом давлении на избирателей.
2 апреля 1991 года в Шкодере произошли столкновения оппозиционных демонстрантов с полицией. Была открыта стрельба, погибли четыре активиста ДП. Стрельба велась из здания комитета АПТ, которое демонстранты подвергли разгрому.
29 апреля 1991 года новый состав парламента внёс изменения в Конституцию. Страна была переименована из Народной Социалистической Республики Албании в Республику Албанию. Провозглашались гражданские и политические свободы. При этом учреждался пост президента, избираемого депутатами. 30 апреля президентом был избран Рамиз Алия.
12 июня 1991 года внеочередной съезд АПТ изменил название на Социалистическую партию, принял программу демократического социализма и отказался от идеологии марксизма-ленинизма. 19 июня Албания официально вступила в ОБСЕ, 16 сентября присоединилась к Хельсинкскому Заключительному акту. Таким образом на Албанию распространились международные стандарты прав человека (от чего Энвер Ходжа категорически отказался в 1975 году). Формально упразднялась Сигурими, преобразованная в деидеологизированную спецслужбу, не подчинённую какой-либо партии.
Демократическая партия рассматривала всё это как обманные манёвры коммунистов с целью удержания власти. Акции протеста не прекращались. При этом на первый план в оппозиционном противостоянии вышло независимое профдвижение. Именно BSPSH сыграл решающую роль в окончательном устранении режима.

## Всеобщая забастовка и повторные выборы
Ещё 9 апреля BSPSH выдвинул ультимативные требования к правительству Фатоса Нано: 50%-ное повышение зарплат, профсоюзный контроль за условиями труда, предание суду виновных в шкодерском расстреле 2 апреля. Сроком исполнения было названо 15 мая. Компромиссные предложения правительства профсоюз отклонил.
16 мая BSPSH и ДП призвали к всеобщей забастовке. На призыв откликнулись до 220 тысяч рабочих. Через неделю количество забастовщиков увеличилось до 300 тысяч. Особое значение имела забастовка транспортников, поскольку личные автомобили (запрещённые во времена Ходжи) ещё были в Албании редкостью. Продолжали работать только медицинские учреждения, электро- и водоснабжение и пищевая промышленность.
Забастовка практически парализовала страну. Теперь выдвигались требования отставки правительства и перевыборов Народного собрания. Просьбы премьера Нано и президента Алии возобновить работу были проигнорированы. Полиция отказывалась применять силу против бастующих. 29 мая парламент собрался на экстренное заседание. В этот день BSPSH организовал в Тиране многотысячный митинг. На этот раз произошло столкновение с полицией, были применены дубинки, камни, слезоточивый газ, сожжено три полицейских машины.
1 июня Народное собрание уступило требованиям забастовщиков. Было принято решение о формировании нового правительства и проведении досрочных парламентских выборов. Новый кабинет возглавил Юли Буфи, ранее министр продовольственного снабжения, считавшийся антикризисным менеджером. Заместителем премьера и министром экономики стал представитель ДП Грамоз Пашко. Новые выборы назначались на март следующего года. 10 декабря правительство возглавил технократ Вильсон Ахмети. Задачей нового кабинета являлась организация досрочного голосования.
22 марта 1992 года победу на выборах одержала Демократическая партия — 57,3 % голосов против 23,7 % у социалистов. Новое правительство сформировал активист ДП Александер Мекси. 3 апреля ушёл в отставку Рамиз Алия. 9 апреля новым президентом Албании был избран лидер ДП Сали Бериша.
Коммунистический режим в Албании пал.

## Последствия
Все члены Политбюро АПТ были осуждены в 1990-е гг. к тюремным срокам, однако вышли на свободу в конце 1990-х гг. ; многие были выпущены во время волнений 1997 г. Молодое поколение активистов АПТ основало Социалистическую партию Албании, которая с тех пор регулярно представлена в парламенте и имеет сильные позиции на индустриальном юге страны. В свою очередь, Демократическая партия, в руководстве которой тоже были представлены бывшие активисты АПТ, воспринимается населением не столько как антикоммунистическая, сколько как защищающая интересы северных кланов, мало представленных во власти при режиме диктатуры АПТ.
В 2010 г. Парламент Албании учредил Институт изучения преступлений и последствий коммунизма алб. Instituti i Studimit të Krimeve dhe Pasojave të Komunizmit), который изучает архивы и свидетельские показания о нарушениях прав человека со стороны коммунистов, начиная с эпохи партизанской борьбы 1940-х гг.